# 대 카토

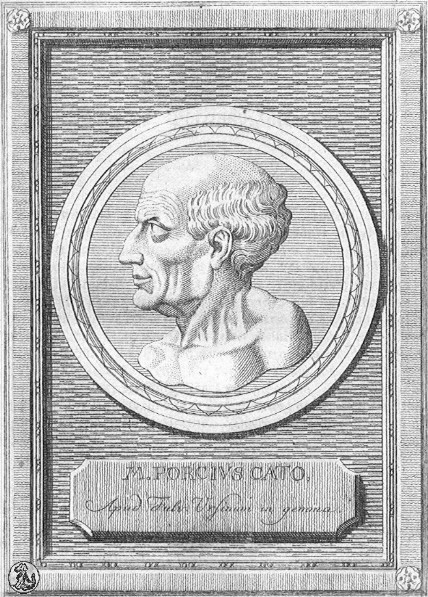
Marcus Porcius Cato.

마르쿠스 포르키우스 카토 (Marcus Porcius Cato, 기원전 234년~기원전 149년)는 기원전 234년에 태어났다. 그는 기원전 203년 재무관이 되어서 스키피오 아프리카누스 휘하에서 재무관을 지냈고, 그 후 기원전 202년에 귀국했다. 그 후 대 카토는 기원전 195년 집정관이 되어서 히스파니아에 파견됐다. 대 카토는 기원전 184년도 켄소르로 선출되어서 스키피오 아프리카누스를 탄핵했다. 그 후 카토는 정무관직을 이용해서 기원전 189년부터 기원전 149년까지 40년 동안 부정한 자들을 추방했다. 기원전 149년 제3차 포에니 전쟁을 일으켜놓고, 얼마 후 85세로 죽었다.

## 같이 보기
- 가이우스 플리니우스 세쿤두스